# Aneflomorpha australis
Aneflomorpha australis är en skalbaggsart som beskrevs av Linsley 1942. Aneflomorpha australis ingår i släktet Aneflomorpha, och familjen långhorningar. Inga underarter finns listade i Catalogue of Life.